# Джадис (племя)
Джадис — в арабской мифологии одно из коренных племён Аравии.
Известна легенда о Амликане — короле племени тасм, который всячески унижал побежденное им племя джадис. Люди джадис в ответ подняли восстание, в котором Амликан и его свита были перебиты, и власть перешла в руки джадис. Но в этот момент со своими дружинниками появился Хасан ибн Таба— один из правителей Йемена, приглашенный племенем тасм. Кровопролитная война между тасм и джадис привела к тому, что погибли все воины обоих племён.
В другой легенде говорится, что в армии племени джадис, выступившей против йеменцев, была голубоглазая женщина по прозвищу Зарка аль-Ямама, которая видела вдаль на много километров. Предупреждённый об этом правитель йеменцев приказал каждому воину своей армии вырыть куст и двигаться вперед только под его прикрытием. Зарка аль-Ямама разгадала хитрость врага и сообщила об этом своим соплеменникам, но воины джадис не поверили ей, и были перебиты врагами. С тех далеких времен в Катаре и в области Эль-Хаса на аравийском побережье Персидского залива бытует поговорка; «Он видит лучше, чем Зарка аль-Ямама».